# 奈佐村
奈佐村（なさむら）は、兵庫県城崎郡にあった村。現在の豊岡市中心部の西方、奈佐川の流域、兵庫県道242号辻福田線の沿線にあたる。
奈佐のナは接頭語で意味はなく、サは狭で狭いという意味である。統廃合後の豊岡市奈佐地区についても記載する。

## 地理
- 山岳：矢次山（標高568メートル[1]）
- 河川：奈佐川

## 歴史
- 1873年（明治6年）8月15日 - 奈佐小学校創立。
- 1875年（明治8年）10月10日 - 辻小学校創立。
- 1889年（明治22年）4月1日 - 町村制の施行により、宮井村・岩井村・庄村・吉井村・野垣村・福成寺村・大谷村・内町村・辻村・目坂村・船谷村の区域をもって発足。
- 1892年（明治25年）2月 - 奈佐尋常小学校と改称。
- 1908年（明治41年）4月1日 - 辻小学校を廃止し、奈佐尋常小学校辻分校とする。
- 1947年（昭和22年）10月15日 - 豊岡北中学校から分離して、奈佐中学校が独立開校。
- 1948年（昭和23年） 8月13日 - 奈佐村に農協協同組合発足
- 1955年（昭和30年）4月1日 - 豊岡市に編入。同日奈佐村廃止。
- 1960年（昭和35年）4月1日 - 辻分校を廃止
- 1968年（昭和43年）4月1日 - 奈佐中学校を廃止し、豊岡北中学校奈佐校舎と改称。
- 1970年（昭和45年）4月1日 - 豊岡北中学校に再び統合される。
- 1986年（昭和61年） 5月 - 北但清掃センターが竣工
- 1993年（平成5年）7月1日 - 奈佐森林公園開設
- 1994年（平成6年）2月 - 奈佐小学校に緑の少年団を結成
- 1994年（平成6年）5月18日 - コウノトリ但馬空港開港
- 2000年（平成12年） 4月1日 - 農協協同組合が豊岡北支店に統合
- 2013年（平成25年）4月1日 - 奈佐幼稚園が五荘幼稚園と統合され、五荘奈佐幼稚園に名称変更される。
- 2019年（平成31年） 4月1日 - 奈佐小学校の1年生と2年生が複式学級になる。
- 2021年（令和3年） 3月24日 - 奈佐小学校で閉校式が挙行され、五荘小学校との統合により、閉校。148年の歴史に幕を下ろす。

## 世帯数と人口
2019年（令和元年）9月30日時点での世帯数と人口は以下の通りである。
| 行政区 | 世帯数 | 総数 | 男 | 女 |
| ------ | ------ | ---- | -- | -- |
| 奥岩井 | 32     | 91   | 45 | 46 |
| 口岩井 | 25     | 74   | 39 | 35 |
| 宮井   | 61     | 177  | 91 | 86 |
| 庄     | 42     | 94   | 47 | 47 |
| 吉井   | 18     | 53   | 25 | 28 |
| 野垣   | 24     | 61   | 33 | 28 |
| 福成寺 | 39     | 130  | 68 | 62 |
| 大谷   | 29     | 87   | 41 | 46 |
| 内町   | 46     | 121  | 60 | 61 |
| 辻     | 30     | 83   | 38 | 45 |
| 船谷   | 14     | 38   | 18 | 20 |
| 目坂   | 24     | 73   | 37 | 36 |

## 寺院
大聖寺（豊岡市岩井）
禅宗曹洞宗の寺。享保15年（1730年）創建。天産霊苗和尚が養源寺の隠居寺として開山したとされる。無住であり、2021年現在は寺までの道程が整備されておらず、参詣することは出来なくなっている。
光雲寺（豊岡市宮井）
禅宗曹洞宗の寺。延宝6年（1678年）創建。
願教寺（豊岡市庄）
浄土真宗本願寺派の寺。正徳年間（1711年 - 1716年）に浄土真宗の道場を建て、明治初年西本願寺より願教寺の寺号を受ける。現在は無住である。
清蓮寺（豊岡市内町）
浄土真宗本願寺派の寺。出石の福成寺末であったが、元和元年（1615年）船谷に移り、明治12年（1879年）内町に移り、大正はじめ（1912年）郡道新設に伴い現在地に移った。

## 式内社

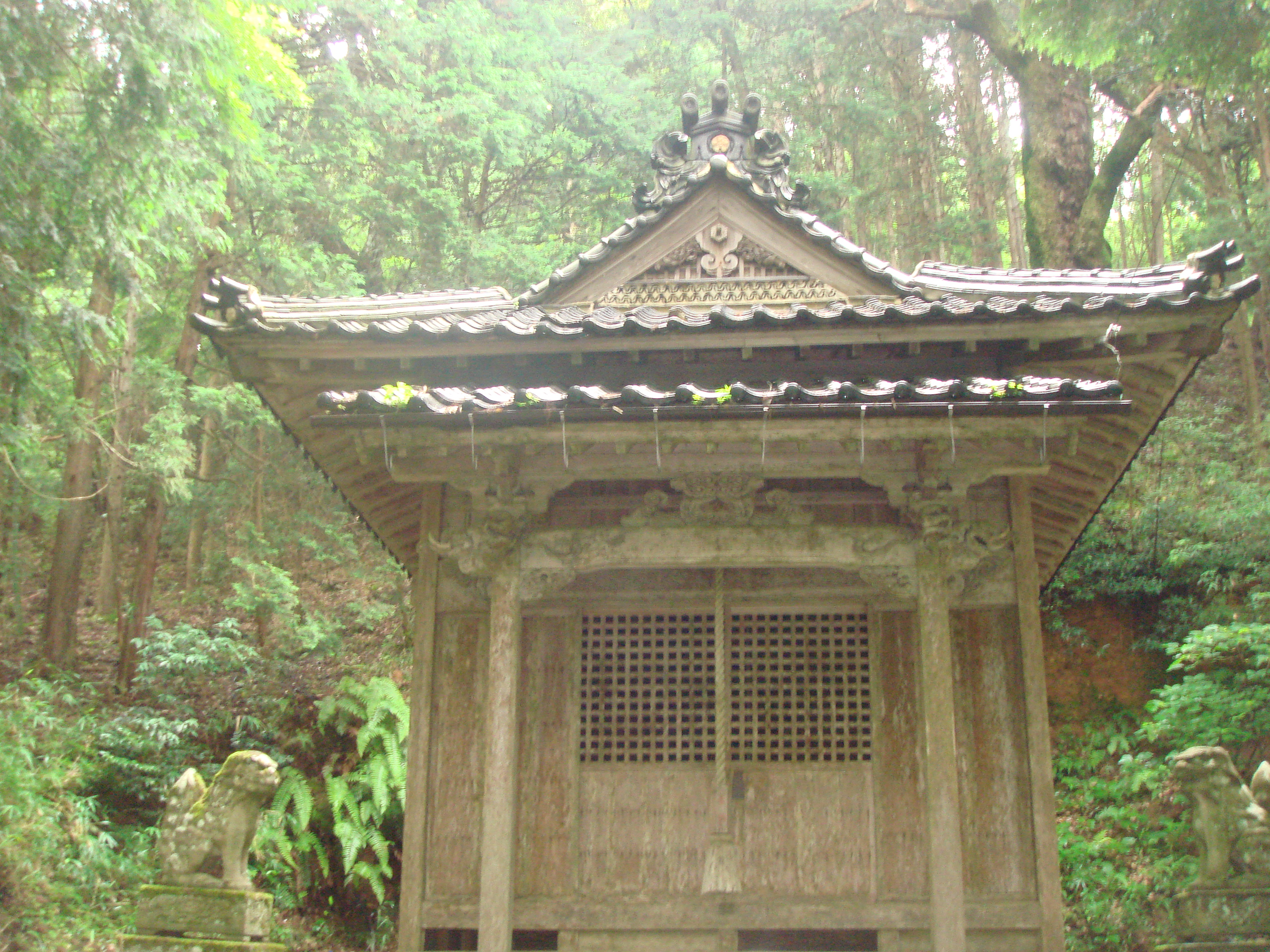
耳井神社

耳井神社（豊岡市宮井）
延喜式に登載されている神社でミミイとは水の神、天日鉾の妻とされる前津見を祀るなど諸説ある。江戸時代は天満宮と言われていたが、明治維新期に耳井神社とされた。

## 名所・観光スポット
法如上人巡教碑（豊岡市福成寺）
安永9年（1780年）西本願寺の法如上人が城崎に入湯の際、豊岡付近で水害が発生し、福成寺集落を見舞ったことに因み（諸説あり）奈佐節の歌詞の碑を昭和58年（1983年）春に建てた。
奈佐森林公園（豊岡市目坂）
目坂の大岡山の中腹、海抜250メートルに作られた。1985年から1988年にかけて生活環境保全林として豊岡市が3億円をかけて86ヘクタールを開発。1989年から4年間で約4億円を投じて中央野外活動施設5ヘクタールを増設。毎年5月下旬には「奈佐森林公園まつり」が開かれ、豊岡市では各小学校5年生の自然学校の会場となっている。
コウノトリ但馬空港（豊岡市岩井）
1990年10月に用地造成に着手。敷地面積37.9ヘクタール。1994年5月18日に開港。運航会社は日本航空の子会社の日本エアーコミューター。

## 施設

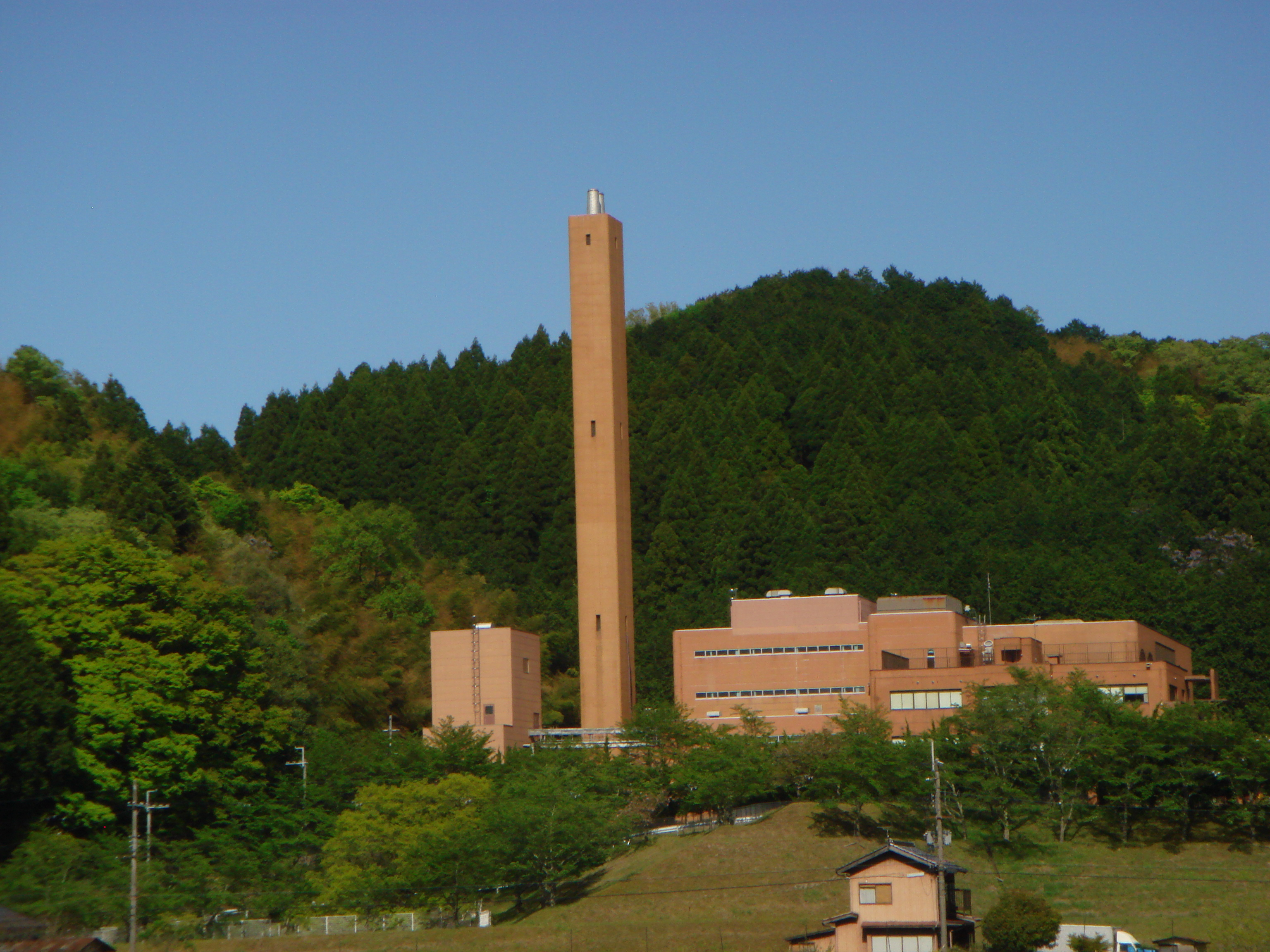
閉鎖後の北但清掃センター

北但清掃センター（豊岡市岩井）
1986年（昭和61年）に竣工。1987年（昭和62年）から本格稼働。北但行政事務組合が運営。処理能力は70トン炉2基が24時間稼働して、1日の計画処理量は140トン。
2016年（平成28年）にクリーンパーク北但（豊岡市竹野町）に清掃センターが移転。北但清掃センターは閉鎖され、30年の歴史に幕を下ろす。

## 指定文化財

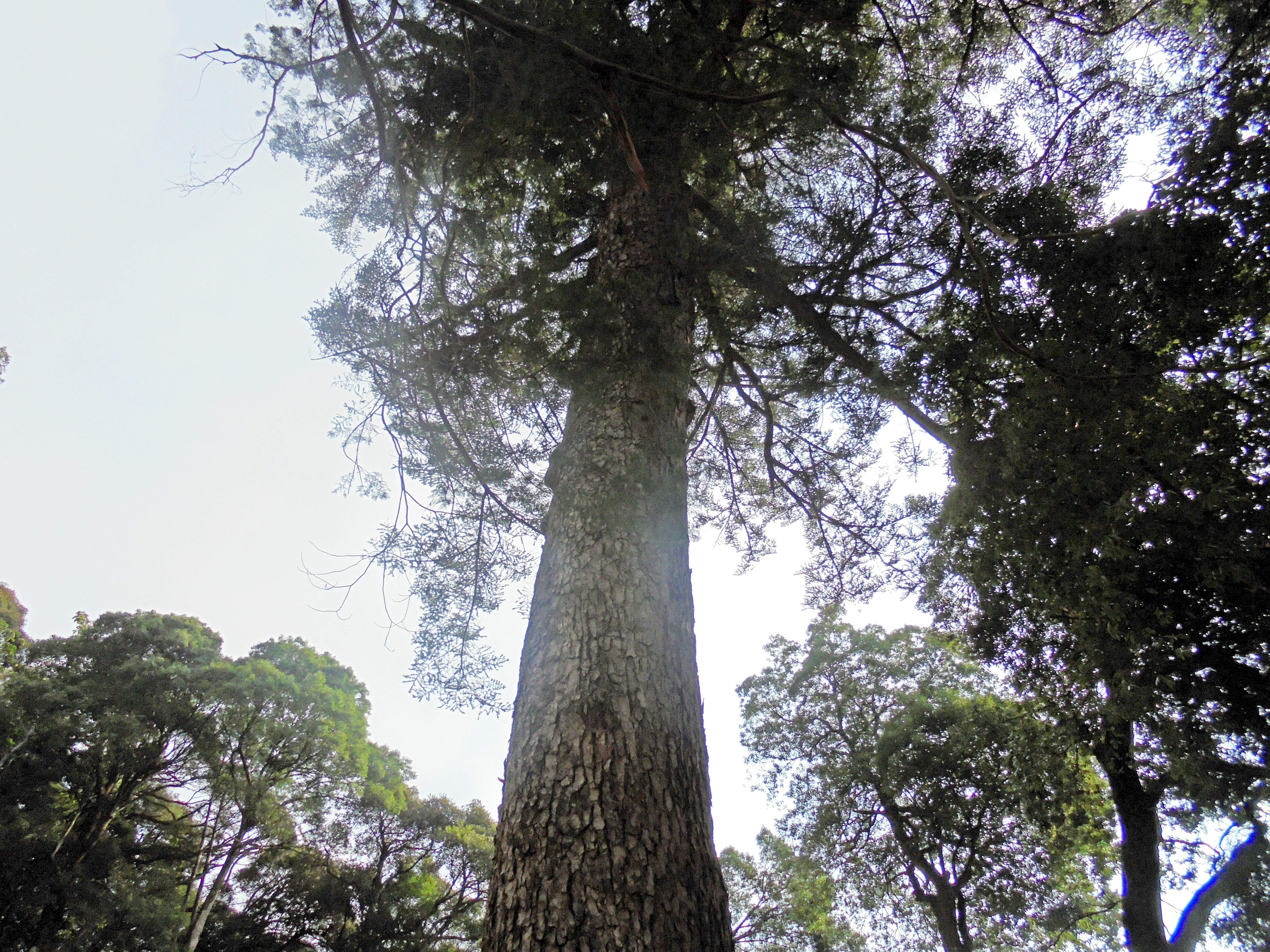
白藤神社の大モミ

### 県指定
- 野垣観音堂の木造十一面観音像（豊岡市野垣）[3]
- 白藤神社の大モミ（豊岡市大谷）[3]

### 市指定
- 光雲寺（豊岡市宮井）の十一面観音立像[4]
- 三木邸庭園（豊岡市目坂）[4]
- 奈佐節（六条さん）（無形文化財）[4]

### 元市指定
- 稲荷神社の大カシ（豊岡市宮井）